# Северный (Александровский район)
Северный — посёлок в Александровском районе Оренбургской области. Входит в Романовский сельсовет.

## История
В 1960 году указом Президиума Верховного Совета РСФСР поселок фермы № 2 совхоза «Притокский» переименован в Северный.

## Население
| 2010 |
| ---- |
| 260  |